# Рено де Гранье
Режинальд де Гранье (фр. Reginald Grenier; 1140/45 — ноябрь 1200/1204; иногда его имя пишется как Рейнальд или Рено. Также известен как Реджинальд Сидонский) — сеньор Сидона. В конце XII века играл важную роль в политике Иерусалимского королевства.

## Восхождение к славе
Режинальд был сыном Жерара де Гранье и Агнессы де Бюр, а также приходился внуком Евстахию де Гранье. И отец, и дед его были сеньорам Сидона.
Его родители поженились не ранее конца 1138 года, Рено был не первым ребёнком, поэтому дата его рождения находится в промежутке 1140/1150.
Его влияние в королевстве начало возрастать после женитьбы на Агнес де Куртене (1133—1185) в 1170 году. Агнес до этого уже успела побывать замужем три раза: первым её мужем был Реджинальд Марашский, который оставил её вдовой; второй раз она была замужем за Амори I, графом Яффы и Аскалона и будущим королём Иерусалима, от которого родила двоих детей (Балдуина и Сибиллу); третий её брак был с Гуго д’Ибелином, который был её женихом ещё до замужества с Амори I.
Её брак с Амори был расторгнут в 1163 году по причине близкого родства. Некоторые авторы утверждали, что брак между Агнес и Рено из Сидона также был аннулирован, поскольку и они являлись родственниками, но это утверждение основано на неправильном толковании хроники Вильгельма Тирского, которая говорит, что Жерар де Гранье (отец Реджинальда) обнаружил родственную связь между «двумя вышеупомянутыми людьми». Впрочем, это, должно быть, была отсылка к браку Агнес и Амори: Жерар был уже мертв к моменту вступления Реджинальда в брак. В декабре 1179 «Агнес, графиня Сидона» и «Реджинальд Сидонский» совместно заверили одну из хартий: нет никаких оснований к тому, чтобы предположить, что они уже не были парой.
В 1174 году Амори I умер и на престол взошёл его прокаженный несовершеннолетний сын Балдуин IV. Рено после этого стал отчимом короля. Тогда же встал вопрос о назначении бейлифа, или регента, и Рено был среди сторонников Раймунда III, графа Триполи (двоюродного брата Амори). На этот же пост претендовал Миль де Планси, но он был убит осенью 1174 года.
Рено принимал участие в битве при Монжизаре в 1177, но не в битве у брода Иакова в 1179 году, прибыв на место со своим войском слишком поздно. По словам Вильгельма Тирского, он мог бы спасти многих бежавших из боя, если бы продолжил свой путь, но вместо этого вернулся в Сидон, и отступившие крестоносцы были убиты в засадах. Он оборонял королевство во время вторжения Саладина в 1183 году: на этот раз Вильгельм Тирский перечислил его среди тех, кто «отличился доблестью в бою». Его жена иногда сопровождала его в походах. При этом она старалась ухаживать за своим больным, но тем не менее полным решимости сыном.

## Разногласия по поводу престолонаследия в королевстве
В 1177 году Балдуин IV достиг совершеннолетия и начал править самостоятельно. Рассчитывая укрепить отношения с Генрихом II Английским, который мог бы оказать военную поддержку королевству, и одновременно снизить влияние Раймунда Триполитанского, в 1180 году Балдуин женит Сибиллу, свою овдовевшую сестру, на представителе дома Пуату Ги де Лузиньяне. Ги де Лузиньян был вассалом Анжу, а его старший брат Амори уже утвердился в королевском дворе. Когда короля подвело здоровье, он назначил регентом Ги в 1183 году во время вторжения Саладина, хотя Раймунд Триполитанский и его сторонники были настроены крайне враждебно по отношению к нему. Однако Балдуин вскоре разочаровался в способностях де Лузиньяна и вскоре сместил его с должности. В 1183 он коронует малолетнего Балдуина V в качестве своего соправителя, в попытке отстранить Сибиллу и Ги от престолонаследия. Балдуин V был сыном Сибиллы и её первого мужа Вильгельма Монферратского. Реджинальд поддержал решение короля и присутствовал на коронации.
Агнес, жена Реджинальда, умерла, вероятно, во второй половине 1184. Балдуин IV умер весной 1185. К Балдуину V был назначен Раймунд III в качестве регента, но новый король правил меньше года и умер в 1186. Реджинальд был в числе лордов, которые пытались помешать де Лузьньяну и Сибилле взойти на престол, но их планы успехом не увенчались.

## Битва при Хаттине и Третий крестовый поход
Конфликт между Ги и Раймундом угрожал безопасности королевства: Ги намеревался осадить Тверию, феод Раймунда. Сам Раймунд примирился с Саладином и надеялся на его помощь в борьбе с Ги. Балиан Ибелин, один из сторонников Раймунда, вместо этого предложил Ги отправить представителей к Раймунду в Триполи, надеясь, что эти двое смогут примириться прежде чем Ги совершит глупость, напав на более многочисленную армию Саладина. Реджинальд сопровождал Балиана Ибелина, Жерара де Ридфора (великий магистр Тамплиеров), Роже де Мулена (великий магистр Госпитальеров) и Йоския, архиепископа Тира на их пути к Триполи. 1 мая 1187 года тамплиеры и госпитальеры были разбиты сыном Саладина, Аль-Афдалем в битве при Крессоне. Балиан остановился в Наблусе, своём феоде, а Реджинальд остановился в своем замке, в Бофоре. Оба из них участия в сражении не принимали. Раймунд узнал новость о поражении, встретил посольство в Тверии, и сопроводил его обратно в Иерусалим.
После этого последовало вторжение армии Саладина в королевство. Войска крестоносцев под командованием Ги и Раймунда сошлись с мусульманами в битве при Хаттине. Сражение обернулось сокрушительным поражением крестоносцев. Рено был в арьергарде войска вместе с Балианом и Жосленом III, братом свой покойной жены (Агнес скончалась в 1184 году), и смог уйти от сарацинов вместе с ними. Согласно поздним западных хрониках Третьего крестового похода, все трое были трусами и затоптали своих собственных солдат в спешке, но более вероятно то, что они просто пытались прорвать окружение. Рено и Балиан бежал в Тир, где Рено, возможно, некоторое время командовал обороной города после ухода Раймунда Триполитанского.
Старофранцузское продолжение хроники Вильгельма Тирского, датируемое XIII веком и также известное как Хроника Эрнула, утверждает, что он был в процессе переговоров о сдаче города Саладину, когда Конрад Монферратский прибыл в город. Саладин передал Реджинальду свои знамёна, чтобы тот повесил их на городских башнях, но Рено боялся возмездия от горожан в случае ухода Саладина. Конрад выбросил знамёна и изгнал Рено из Тира. Впрочем, вся эта ситуация выглядит сомнительной: арабские летописцы в своих хрониках об этом эпизоде ничего не упоминают, к тому же впоследствии Рено и Конрад стали близкими союзниками. Рено мог на самом деле покинуть Тир и уйти в Бофорт (поскольку Сидон также был захвачен после битвы при Хаттине), так же, как Раумунд III отбыл в Триполи: вассалы королевства в основном пытались защищать свои собственные земли. Тем не менее, Рено абсолютно точно вернулся в Тир в 1188 году, где он заверил одну из хартий Конрада.
В 1189 году Рено вступил в переговоры с Саладином о сдаче Бофорта. Он предложил уйти в Дамаск и обратиться в ислам, но все это было уловкой: он лишь только тянул время для того, чтобы укрепить оборону замка. По возвращении в замок он по-арабски приказал защитникам сдаться, но на французском сказал, чтобы они продолжали сопротивление. Согласно Старофранцузскому продолжению хроники Вильгельма Тирского, Саладин пытал Рено за пределами замка, пока гарнизон не сдался, хотя в реальности, вероятно, замок тогда не был сдан: Рено был заключен в тюрьму в Дамаске, и замок в конце концов был занят Саладином 22 апреля 1190 году, в обмен на его освобождение.
После освобождения Рено принимал активное участие в Третьем крестовом походе. Он поддержал расторжение брака Онфруа IV де Торон и Изабеллы Иерусалимской, чтобы Изабелла могла быть замуж за Конрада Монферратского. Анонимный автор хроники «Itinerarium Peregrinorum et Gesta Regis Ricardi» называет Реджинальда членом «Совета полнейшего беззакония» (вместе с Балианом Ибелином, Марией Комниной и Пайеном II Хайфийским) за поддержку этого решения. Поскольку Рено знал арабский язык, он выступал в качестве весьма способного дипломата: он вёл переговоры с Саладином от имени Конрада в 1191—92 году и позже участвовал в заключении мира между Ричардом и Саладином в 1192 году. Сидон, феод Рено, был отвоёван у Саладина в 1197 году.

## Личная жизнь
Рено был описан в родословной Lignages d’Outremer как «чрезвычайно уродливый и очень мудрый». Он был одним из немногих баронов королевства, кто говорил по-арабски и был хорошо знаком с арабской литературой. Он был в хороших отношениях с братом Саладина Аль-Адилем: переговоры межу Саладином и Конрадом были рассекречены сторонниками Ричарда I, когда Онфруа де Торон увидел Рено на охоте вместе Аль-Адилем. За это его не любили западные летописцы, которые симпатизировали Ричарду и Ги де Лузиньяну: как и Раймунд Триполитанский, он ложно обвинялся в том, что тайно принял ислам.
Рено был женат дважды:
1) Агнес де Куртене (1170—1184)
Для Агнес это был четвёртый брак. Этот брак позволил Рено влиять на Балдуина IV, который был сыном Агнес от брака с Амори I Иерусалимским.
2) Эльвиса Ибелин (с не позднее чем 1189) дочь его друга Балиана и Марии, тоже в прошлом жены Амори I.
Эльвиса была на 40 лет его моложе (возможно, она родилась в 1178, во всяком случае, брак её родителей заключен в 1177).
У него было трое детей, все, видимо, от Эльвисы, если верить родословной Lignages d’Outremer. Некоторые современные родословные утверждают, что две дочери, возможно, были от Агнес. Однако ей к моменту свадьбы (1170) было уже 37 лет, что в то время считалось уже не детородным возрастом.
Дети:
- Агнес, вышла замуж за Рауля (Ральфа) де Сент-Омер, сенешаля Иерусалима (пасынок Раймунда III Триполитанского);
- Фени (Евфимия), вышла замуж за Эд (Одо) де Сент-Омер, констебля Триполи, сеньора Гогулата (пасынок Раймунда III Триполитанского, брат Рауля);
- Балиан, женился на Маргарет Бриенн, наследовал Реджинальду в качестве сеньора Сидона в 1202 году.

После смерти Рено Эльвиса в 1204 г. вышла замуж за Ги де Монфора.